# Bisdom Gaspé
Het bisdom Gaspé (Latijn: Dioecesis Gaspesiensis) is een rooms-katholiek bisdom met als zetel Gaspé, in Canada. Het bisdom is suffragaan aan het aartsbisdom Rimouski. 

## Geschiedenis
Het bisdom werd opgericht op 5 mei 1922, uit delen van het bisdom Rimouski, en was suffragaan aan het aartsbisdom Quebec. Op 9 februari 1946 wisselde het van kerkprovincie en werd suffragaan aan het nieuw verheven aartsbisdom Rimouski. 

## Parochies
Het bisdom had in 2020 een oppervlakte van 20.637 km2 en telde 93.320 inwoners waarvan 82,3% rooms-katholiek was.

## Bisschoppen
- François-Xavier Ross (11 december 1922 - 5 juli 1945)
- Albini LeBlanc (22 december 1945 - 17 mei 1957)
- Paul Bernier (9 september 1957 - 21 november 1964)
- Louis Joseph Jean Marie Fortier (19 januari 1965 - 20 april 1968)
- Joseph Gilles Napoléon Ouellet (5 oktober 1968 - 27 april 1973)
- Bertrand Blanchet (22 oktober 1973 - 16 oktober 1992)
- Raymond Dumais (27 december 1993 - 21 juli 2001)
- Jean Gagnon (15 november 2002 - 2 juli 2016; apostolisch administrator sinds 21 juli 2001)
- Gaétan Proulx (2 juli 2016 - 23 februari 2023)
- Claude Lamoureux (23 februari 2023 - heden)

Rimouski (aartsbisdom) · Baie-Comeau · Gaspé